# Inext
inext (укр. айнекст) – компанія, що спеціалізується на розробці та виробництві Android STB та медіаплеєрів для B2B та B2C ринків на території України, країн СНД та ЄС із головним офісом у Києві. 
Заснована у 2011 році Денисом Олійником та партнерами. Перший продукт — власна розробка мультимедійного центру iNeXT HD1 W, його виробництво та подальша дистриб'юція. У 2017 році компанія об'єднує зусилля з українським дистрибутором та стає частиною групи компаній РОМСАТ. 
У 2022 році реєструють представництво в ЄС (Братислава, Словаччина). За десять років компанія inext пройшла шлях від невеликого колективу однодумців до команди професіоналів та одного із лідерів ринку сет-топ боксів в Україні, а також вийти на ринки СНД та ЄС. Неоднаразово брала участь у міжнародних виставках у ОАЕ, Чехії, Німеччині. Компанія має власний бренд медіаплеєрів та аксесуарів до них – зареєстровано ТМ inext.
Основними В2В-клієнтами є оператори зв'язку: Київстар, Megogo, Sweet TV, Volia, Вега, УкрТелеком, ДатаГруп, Космонова, Формат, Нашнет, Тенет, Ланет, Клік-ком, АлмаТВ, SkyTel та ще 250 компаній. 
Кількість проданих пристроїв на українському ринку з 2020 по 2022 роки склало 300 тисяч одиниць. На міжнародних ринках за 2022 рік здійснили постачання до 6 країн.

## Нагороди
- Приставки inext серед переможців Telecom Awards 2021